# Rdeči alarm
Rdeči alarm je debitantski studijski album ljubljanske punk skupine Racija, izdan leta 1996 pri založbi KifKif Records. Posnet je bil v enem samem dnevu, in sicer 27. decembra 1995.

## Seznam pesmi
Vso glasbo je napisala skupina Racija. Vsa besedila sta napisala Jure Engelsberger in Miha Zbašnik, razen kjer je to označeno.
1. »Hočem bit bogat« – 2ː56
2. »Rdeči alarm« (Tomaž Lavrič) – 2ː22
3. »Kdo« – 2ː20
4. »Hausbal« – 2ː23
5. »Prvi maj« – 1ː54
6. »Transformator« – 2ː10
7. »Stara« – 2ː28
8. »Ulce mesta« – 2ː27
9. »Dobr precednik« – 2ː19

## Zasedba

### Racija
- Marko Vogrinc ("Mare") — vokal
- Jure Engelsberger ("Engels") — kitara
- Matija Kočevar ("Kočo") — bobni
- Miha Zbašnik ("Zbašnik") — bas kitara

### Ostali
- Janez Križaj — mastering
- Aleš Dvořák — snemanje, produkcija
- Uroš Crnkovič in Tilen Vipotnik ter Simona Mele — fotografiranje